# John Walter Lenox Scott
John Walter Lenox Scott, britanski general, * 1883, † 1960.